# 예천 한천사 금동 자물쇠 및 쇠북
예천 한천사 금동 자물쇠 및 쇠북(醴泉 寒天寺 金銅鎖金 및 金鼓)은 대한민국 경상북도 예천군 한천사에서 출토된 고려시대의 금동 자물쇠와 쇠북이다. 1992년 7월 28일 대한민국의 보물 제1141호로 지정되었다. 2013년 현재 김천시 직지사 성보 박물관에 보관되어 있다.

## 개요
이 유물들은 1989. 1. 15 한천사경내 정비 작업중 발견된 유물로 금동 자물쇠 3점과 청동 반자가 발견되었다.

## 금동 자물쇠
① 길이 30.2cm, 폭 12.6cm의 자물쇠는 몸체의 양 끝쪽에 덩굴무늬를 뚫어서 정교하게 만들었고, 열쇠구멍은 왼쪽부분에 설치되어 있다. 걸림쇠는 연꽃봉오리 모양으로 언뜻 보기에 금동비녀처럼 보인다.
② 길이 18.2cm, 폭 4.3cm의 자물쇠는 몸체 양 끝쪽에 덩굴무늬가 있지만, 뚫어서 만들지는 않았다. 걸림쇠는 ①번과 동일하다.
③ 길이 17.5cm, 폭 4.4cm의 자물쇠는 몸체 좌우 끝의 덩굴무늬들이 전체적으로 ①번과 동일하다.
이 자물쇠는 고려 시대 만들어진 것으로 매우 희귀하며, 문양이 아름답고 출토지가 분명해 미술사적으로 중요한 자료로 평가된다.

## 청동 반자
반자란 절에서 대중을 불러모으거나, 급한일을 알리는데 사용하는 도구로 일종의 타악기이다. 고려 반자의 일반적인 형태를 띠고 있는 이 반자는 직경 39cm, 입지름 22.5cm로 입 부분에 약식화된 덩굴무늬가 장식되어 있다. 3개의 고리가 있어 달도록 되어 있으나 현재 1개는 없어 졌다.

## 같이 보기
- 한천사

## 참고 자료
- 예천 한천사 금동 자물쇠 및 쇠북 - 국가유산청 국가유산포털